# Język miszif
Język miszif (ang. Michif lub Mitchif) – język Metysów z Kanady i północnej części Stanów Zjednoczonych. Należy do kategorii języków mieszanych.
Ukształtował się w latach 1820–1840 jako mieszanka języka kri i kanadyjskiej odmiany języka francuskiego, z zapożyczeniami z języka angielskiego i języków innych plemion indiańskich (jak Odżibwejowie i Assiniboinowie).
Spośród innych języków mieszanych, mających ułatwiać kontakty między osobami mówiącymi różnymi językami, wyróżnia go m.in. to, że nie upraszcza gramatyki języków źródłowych, lecz zachowuje jej najbardziej złożone elementy (co może wskazywać na to, iż jego twórcy mówili płynnie kilkoma językami).
Niegdyś popularny na dużych obszarach Ameryki Północnej, współcześnie stopniowo zanika, mimo prób jego rewitalizacji. W 1997 roku znało go nie więcej niż tysiąc osób.